# Clown-Bar
Le Clown Bar est un restaurant bistronomique situé au 114 rue Amelot, dans le 11e arrondissement de Paris (France). Classé au titre des monuments historiques en 1995, le décor intérieur comporte une frise en panneaux de céramique représentant une parade de Clowns. Aucun Clown ne semble sourire, à l'exception d'un seul qu'il faut savoir trouver. La devanture Art Nouveau laisse apparaître de nombreux motifs floraux dorés, typiques de la période. Depuis 2021, une fresque murale représentant un satyre dans la nature a été réalisée par Matthieu Cossé. D'après une étude historique, des lustres éclairaient le plafond mettant en avant les nombreux motifs floraux présents.

## Historique

Logotype de l'établissement.

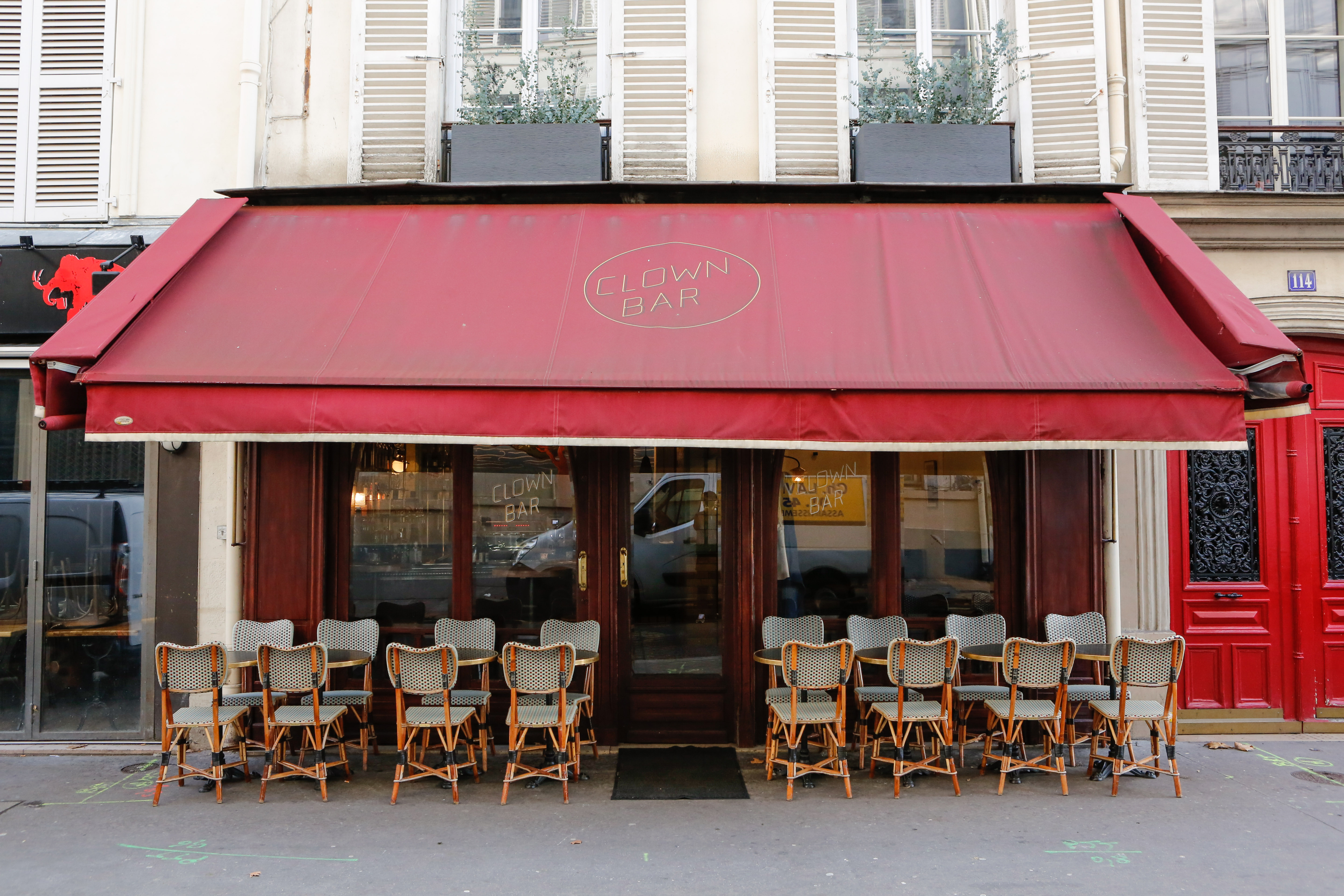
Devanture du Clown-Bar.

Le bar existait déjà en 1902 et tirerait son nom du Cirque d'hiver qui lui est presque contigu. Son nom viendrait du fait que les Clowns du Cirque d'Hiver ne pouvaient pas se démaquiller entre deux représentations et étaient ainsi obligés d'aller dans des bistrots proches du Cirque d'Hiver. Le bistrot l'entrée des artistes au 6, rue de Crussol était également utilisé.
Le décor intérieur est composé d'une frise réalisée par la manufacture de céramique de Sarreguemines et d'un plafond utilisant la technique du fixé sous verre. Il aurait été mis en place dans les années 1920 par l'architecte Jean-Baptiste Mêmery, architecte actif à Paris de 1909 à 1945.   

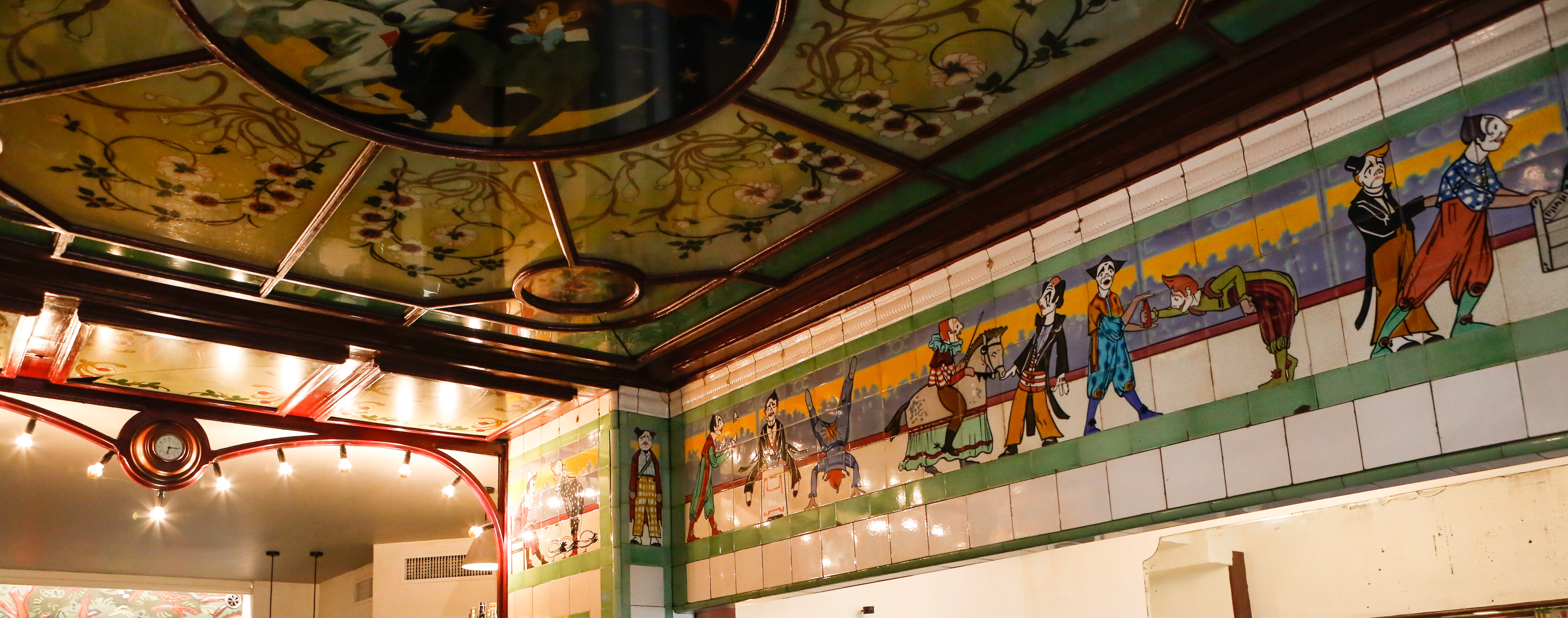
Fresque des Clowns en Céramique de Sarreguemines

Ces céramiques ornaient à l'origine tout l'intérieur du restaurant. Dans les années 1980, une partie du décor fut malheureusement déposée. Seul le décor de l'entrée du restaurant est d'époque. Le comptoir en étain a été réalisé plus tard par l'entreprise Nectoux, spécialiste historique des comptoirs de bistrot. Des céramiques de Sarreguemines similaires sont visibles dans un autre restaurant du 1er arrondissement de Paris, Le Cochon à l'oreille.  

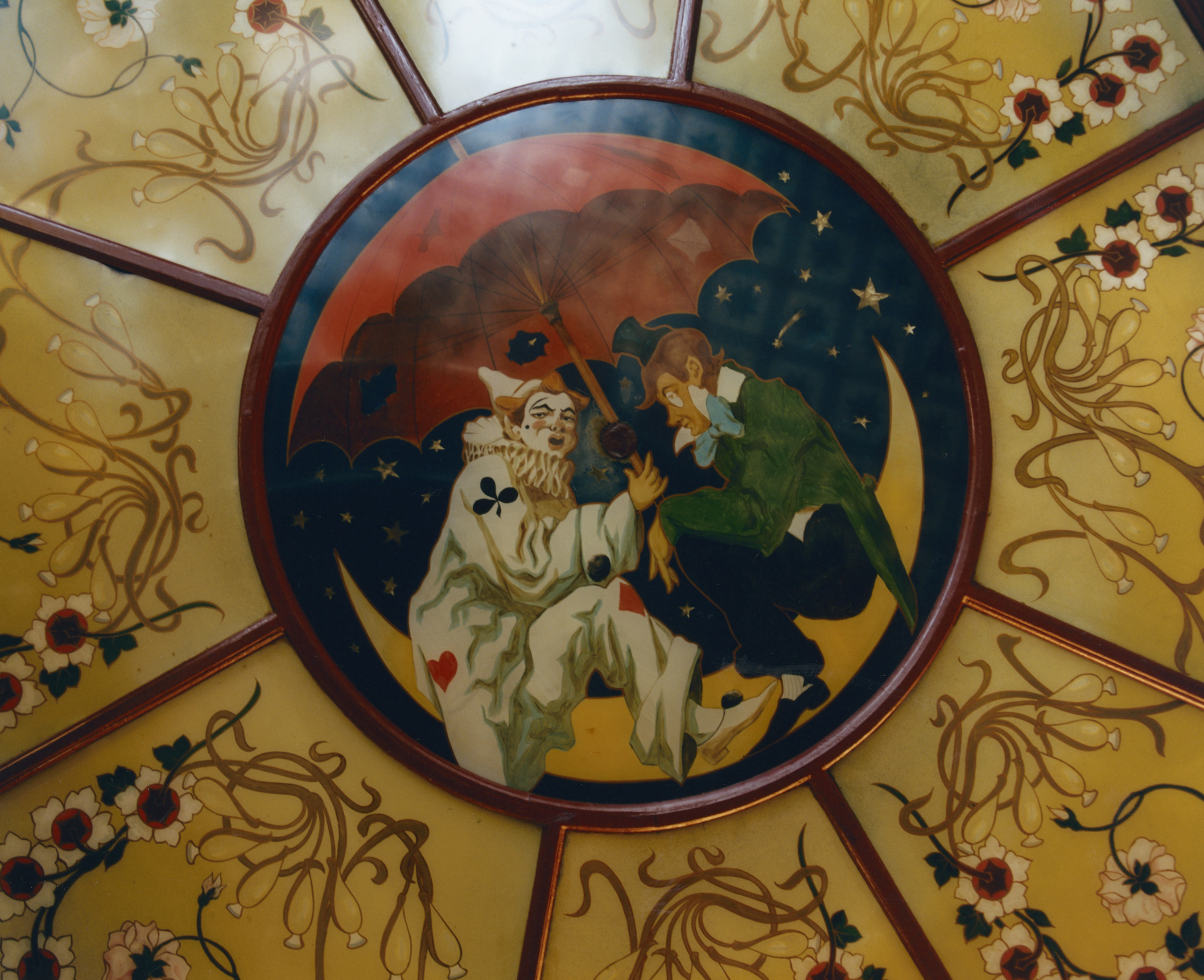
Élément de décor du plafond du Clown Bar

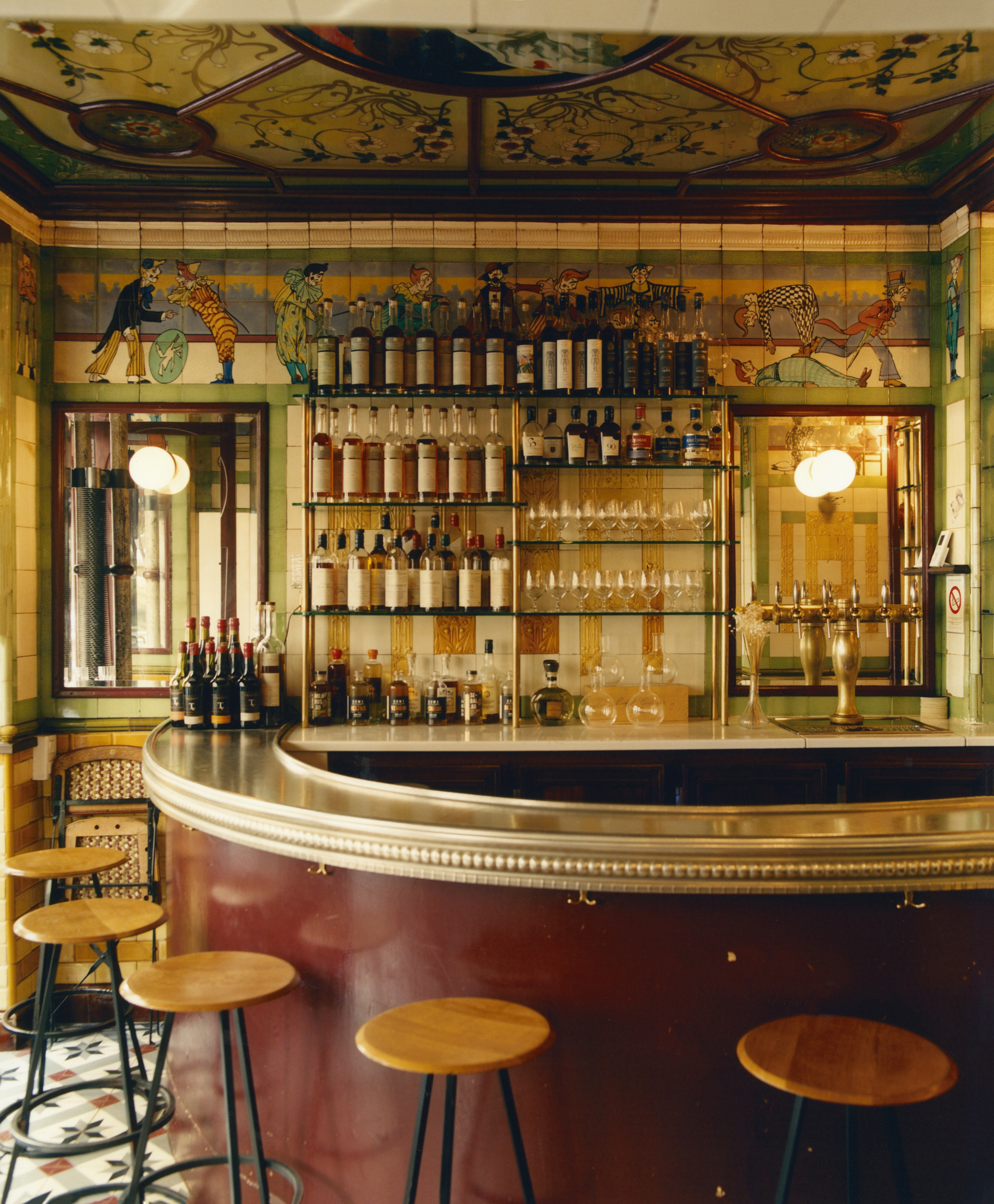
Intérieur du restaurant Le Clown Bar

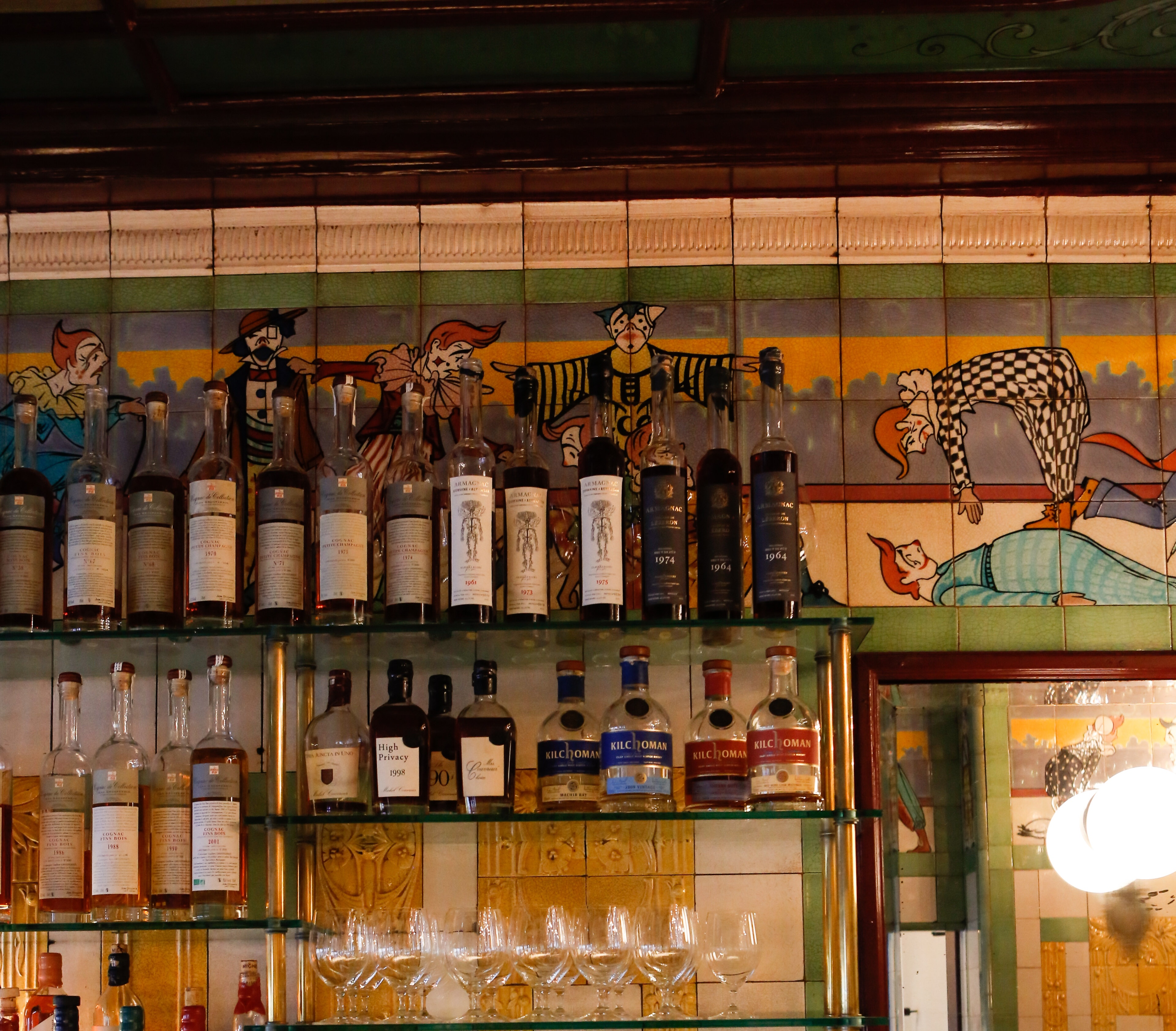
Éléments du décor historique du restaurant Le Clown Bar